# Oye (Nigeria)
Oye es una localidad del estado de Ekiti, en Nigeria, con una población estimada en marzo de 2016 de 187 900 habitantes.
Se encuentra ubicada al suroeste del país, en una zona de roca metamórfica, a poca distancia al oeste del río Níger.